# Maurice Freedman
Maurice Freedman (* 11. Dezember 1920 in London; † 14. Juli 1975 ebenda) war ein britischer Anthropologe, der insbesondere mit seinen Arbeiten zur chinesischen Anthropologie bekannt wurde. Er war von 1965 bis 1968 Professor an der Universität London und anschließend, bis zu seinem Tod, an der University of Oxford.

## Leben
Freedman zielte in seinen Forschungen darauf ab, eine umfangreiche Gesamtdeutung chinesischer Gesellschaftsorganisation vorzunehmen und veröffentlichte zahlreiche Werke über Ehe, Verwandtschaft, Recht und Religion chinesischsprachiger Gesellschaften. Bis heute sind seine Arbeiten jedoch nicht ins Deutsche übersetzt worden.
In der dritten Malinowski Memorial Lecture an der London School of Economics and Political Science im Jahr 1962 antizipierte er eine chinesische Phase der Sozialanthropologie. Erst in jüngerer Zeit wurde China als regionaler Schwerpunkt anthropologischer Forschung wiederentdeckt.

## Werke
- A Chinese Phase in Social Anthropology, in: The British Journal of Sociology, Vol. 14, No. 1 (Mar., 1963), pp. 1–19.
- Chinese Lineage and Society (1971)
- Main Trends in Social and Cultural Anthropology (1979)